# Archamoebea
Classe
Les Archamoebea sont une classe de protistes de l'embranchement des Amoebozoa.
Elles comptent parmi elles les genres Endolimax et Entamoeba qui sont des parasites ou commensaux internes des animaux.
Quelques espèces sont pathogènes pour les humains, causant des maladies telles que la dysenterie amibienne. Les autres genres d'archéamibes vivent en eau douce, se distinguant des autres amibes par leur flagelle. La plupart ont un seul noyau et un flagelle mais l'amibe géante Pelomyxa en dispose de plusieurs.

## Étymologie
Le nom Archamoebea,est dérivé du grec αρχη / archi « premier », donné du fait de leur présumée ancienneté. Toutefois, les études récentes ont montré qu'il s'agissait d'un artéfact dû au phénomène d'attraction des longues branches. En fait, les archéamibes sont des amoebozoaires qui ont perdu leurs mitochondries. Elles sont assez proches des mycétozoaires.
Il s'avère également que les entamoebidés, et les genres possédant des flagelles (pélobiontes) ne sont pas des groupes éloignés comme l'indiquaient les premiers arbres phylogénétiques, mais qu’elles dérivent bien d'anciennes formes libres.

## Description
Les Archamoebea se distinguent des autres amibes par l'absence de mitochondrie.

## Liste des ordres, familles et genres
Selon IRMNG (13 février 2025) :
- Entamoebida Chatton, 1925
  - Entamoebidae Chatton, 1925
    - Cytamoeba Labbé, 1894
    - Dobellina Bishop & Tate, 1940
    - Entamoeba Casagrandi & Barbagallo, 1897
    - Entamoebites Poinar & Boucot, 2006 †
    - Martinezia Hegner & Hewitt, 1940
    - Pansporella Chatton, 1907
- Mastigamoebida Goldschmidt, 1907
  - Endolimacidae Cavalier-Smith in Cavalier-Smith et al., 2004
    - Endamoeba Leidy, 1879
    - Endolimax Kuenen & Swellengrebel, 1917
    - Iodamoeba Dobell, 1919

  - Mastigamoebidae Goldschmidt, 1907
    - Mastigamoeba Schulze, 1875
    - Mastigina Frenzel, 1892
- Pélobiontida Page, 1976
  - Pelomyxidae Schultze, 1877
    - Mastigella Frenzel, 1892
    - Pelomyxa Greeff, 1874

  - Tricholimacidae Cavalier-Smith, 2013
    - Tricholimax Frenzel, 1892
- Rhizomastigida Cavalier-Smith dans Cavalier-Smith & Scoble, 2013
  - Rhizomastixidae Ptáčková, Kostygov, Chistyakova, Falteisek, Frolov, Patterson, Walker & Cepicka, 2013
    - Rhizomastix Alexeieff, 1911

## Systématique
Le nom valide complet (avec auteur) de ce taxon est Archamoebea Cavalier-Smith, 1983.